# Beddington (Maine)
Pour les articles homonymes, voir Beddington.
Beddington est une ville américaine située dans le Comté de Washington, dans le Maine. Selon le recensement de 2010, sa population est de 50 habitants.

## Géographie
|                                         | Territoire non incorporé (North Washington) |                                             |
| Territoire non incorporé (East Hancock) | Beddington                                  | Territoire non incorporé (North Washington) |
|                                         | Deblois                                     |                                             |

## Histoire
En 1792, William Bingham acquiert environ 8 000 m2 de terres dans l'actuel Maine. Quelques années plus tard, il reçoit l'aide du banquier londonien Alexander Baring, qui visite la région en 1795, pour payer ses dettes. Alors que les villages voisins d'Alexander et Baring Plantation sont nommés en son honneur, Beddington prend le nom de la ville anglaise où a grandi Alexander Baring.